# هندو شاهیان
شاهی هندو یا شاهی کابل (۸۵۰–۱۰۲۶ م) یک دودمان هندو بود که در قرون وسطای نخستین بر کابل، گنداره (پاکستان امروزی) و شمال غرب هند امروزی فرمان می‌راند.